# Élections régionales de 1971 à Brême
Les élections régionales de 1971 à Brême (en allemand : Bürgerschaftswahl in Bremen 1971) se tiennent le dimanche 10 octobre 1971, afin d'élire les 100 députés de la 8e législature du Bürgerschaft pour un mandat de quatre ans.
Le scrutin est marqué par une nouvelle victoire du SPD, au pouvoir depuis la fin de la Seconde Guerre mondiale, du président du Sénat Hans Koschnick avec une solide majorité absolue en voix et en sièges.

## Mode de scrutin
Le Bürgerschaft est constitué de 100 députés (en allemand : Mitglied der Bürgerschaft, MdB), élus pour une législature de quatre ans au suffrage universel direct et suivant le scrutin proportionnel de Hare.
Chaque électeur dispose d'une voix, qui lui permet de voter en faveur d'une liste de candidats présentée par un parti au niveau de sa circonscription, le Land en comptant deux : Brême et Bremerhaven.
Lors du dépouillement, les 80 sièges de Brême et les 20 sièges de Bremerhaven sont répartis en fonction des voix récoltées au niveau de la ville, à condition qu'un parti ait remporté 5 % des voix au niveau de la circonscription concernée.

## Campagne

### Partis politiques
| Parti | Parti                                                                              | Chef de file                        | Résultat en 1967           |
| ----- | ---------------------------------------------------------------------------------- | ----------------------------------- | -------------------------- |
|       | Parti social-démocrate d'Allemagne Sozialdemokratische Partei Deutschlands         | Hans Koschnick (Président du Sénat) | 46,0 % des voix 50 députés |
|       | Union chrétienne-démocrate d'Allemagne Christlich Demokratische Union Deutschlands | Johann-Tönjes Cassens               | 29,5 % des voix 32 députés |
|       | Parti libéral-démocrate Freie Demokratische Partei                                 | Ulrich Graf (Sénateur à la Justice) | 10,5 % des voix 10 députés |
|       | Parti national-démocrate d'Allemagne Nationaldemokratische Partei Deutschlands     | Otto-Theodor Brouwer                | 8,8 % des voix 8 députés   |

## Résultats

### Voix et sièges
| Parti                             | Parti                                        | Voix    | Voix  | Sièges  | Sièges        | Sièges | Sièges | Sièges |
| Parti                             | Parti                                        | Votes   | %     | Députés | +/-           |        |        |        |
| --------------------------------- | -------------------------------------------- | ------- | ----- | ------- | ------------- | ------ | ------ | ------ |
|                                   | Parti social-démocrate d'Allemagne (SPD)     | 244 470 | 55,34 | 59      | 9             |        |        |        |
|                                   | Union chrétienne-démocrate d'Allemagne (CDU) | 139 423 | 31,54 | 34      | 2             |        |        |        |
|                                   | Parti libéral-démocrate (FDP)                | 31 509  | 7,13  | 7       | 3             |        |        |        |
|                                   | Parti communiste allemand (DKP)              | 13 828  | 3,13  | 0       | en stagnation |        |        |        |
|                                   | Parti national-démocrate d'Allemagne (NPD)   | 12 561  | 2,84  | 0       | 8             |        |        |        |
|                                   |                                              |         |       |         |               |        |        |        |
| Votes valides                     | Votes valides                                | 441 791 | 99,17 |         |               |        |        |        |
| Votes blancs et nuls              | Votes blancs et nuls                         | 3 706   | 0,83  |         |               |        |        |        |
| Total                             | Total                                        | 445 497 | 100   | 100     | en stagnation |        |        |        |
| Abstentions                       | Abstentions                                  | 111 222 | 19,98 |         |               |        |        |        |
| Nombre d'inscrits / participation | Nombre d'inscrits / participation            | 556 719 | 80,02 |         |               |        |        |        |